# Deathbound
Deathbound var ett death metal-/grindcore-band från Finland som grundades år 1995 i Vasa. Bandet splittrades 2010.

## Medlemmar
Senaste medlemmar
- Kai "Kaitsu" Jaakkola – sång (1995–2010)
- Petri "Pete" Seikkula (aka Syphon) – gitarr (1995–2010)
- Sami Latva – trummor (2003–2010)

Tidigare medlemmar
- Hannu Teppo – basgitarr
- Mika "Q" Aalto – basgitarr (?–2005), trummor (2001–?)
- Nicklas Sundqvist – gitarr
- Tommi "Kuntz" Konu – basgitarr (1995–?)
- Robert "Zoid" Sundelin – trummor (?–2000)
- Mikael "Sasse" Sandorf – trummor
- Heikki Järvi – basgitarr (2006)
- Toni Pihlaja – basgitarr (2006–2009)
- Fred Andersson – gitarr
- Toni Erkkilä – trummor

Turnerande medlemmar
- Mikko Hannuksela – basgitarr

Bidragande musiker (studio)
- Prophet Hoath Wrath (Janne Kuru) – scream (2003)
- Mieszko Talarczyk – scream (2004; död 2004)
- Morgan "Mogge" Lundin – scream (2004)
- Joni Lehto – basgitarr (2005)
- Toni Pihlaja – sång (2006)

## Diskografi
Demo (som Twilight)
- 1995 –Twilight
- 1995 – Melancholy of Northern Landscapes
- 1999 – Flames of Madness

Demo (som Deathbound)
- 2000 – Flames of Madness
- 2000 – Elaborate the Torture

Studioalbum
- 2003 – To Cure the Sane with Insanity
- 2005 – Doomsday Comfort
- 2007 – We Deserve Much Worse
- 2010 – Non Compos Mentis

Annat
- 2005 – Deathchain / Deathbound (delad EP)
- 2009 – Coldworker / Deathbound (delad EP)